# New Jersey General Assembly

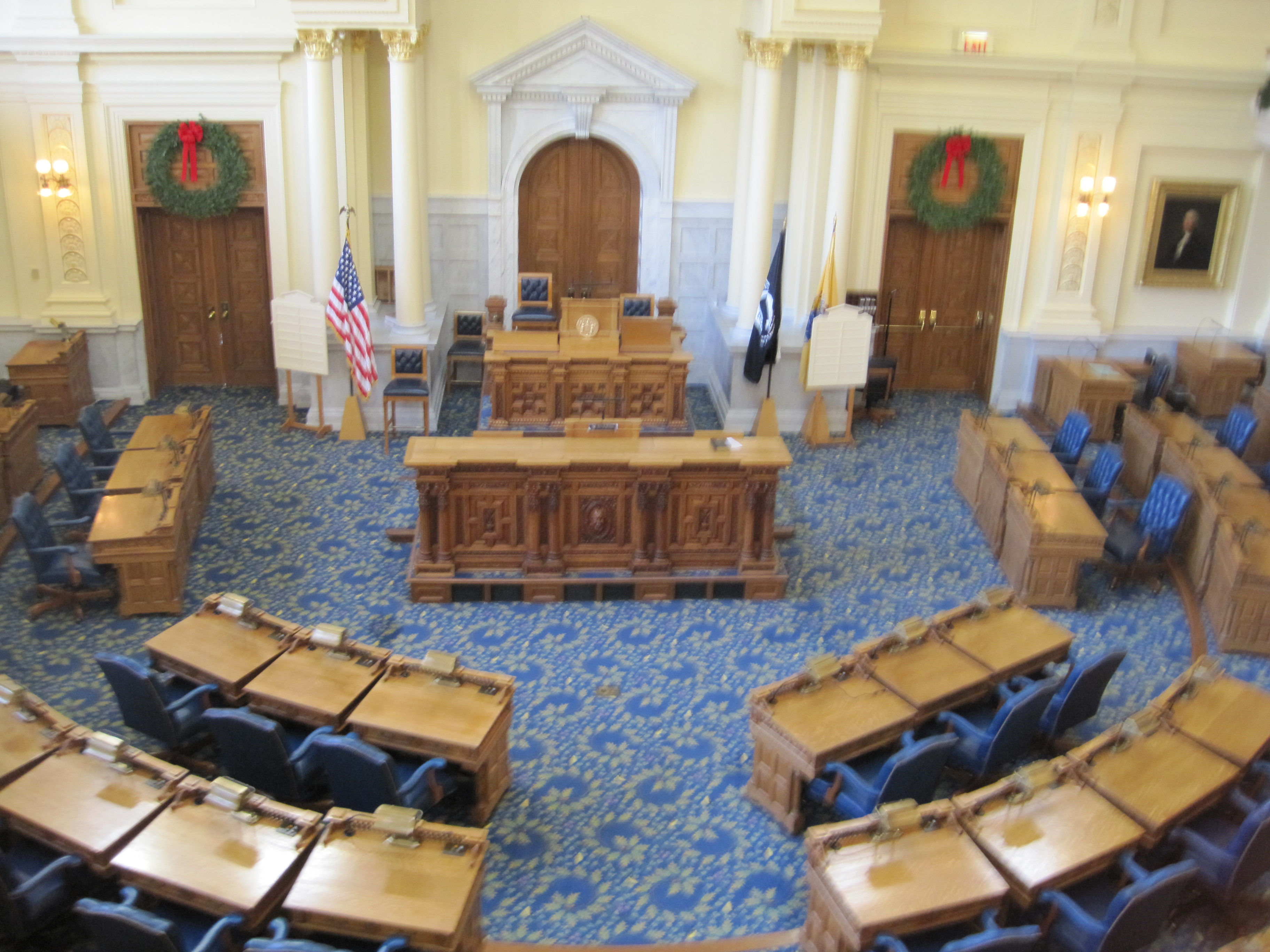
Sitzungssaal der General Assembly

Die New Jersey General Assembly ist das Unterhaus der New Jersey Legislature, der Legislative des US-Bundesstaates New Jersey.
Die Parlamentskammer setzt sich aus 80 Abgeordneten zusammen, wobei jeweils zwei Abgeordnete einen Wahldistrikt repräsentieren. Jede dieser festgelegten Einheiten umfasst eine Zahl von durchschnittlich 210.359 Einwohnern (Stand 2000). Die Abgeordneten werden jeweils für zweijährige Amtszeiten gewählt und die Wahlen dafür finden immer in ungeraden Jahren statt. Eine Person, die in die New Jersey General Assembly gewählt werden will, muss das 21. Lebensjahr vollendet haben und mindestens schon zwei Jahre in New Jersey gelebt haben. Ferner muss derjenige ein Einwohner des Wahldistrikts sein. Die Assembly ist auf Teilzeitbasis ausgerichtet, so dass gewöhnlich viele der Abgeordneten einer Nebenbeschäftigung nachgehen. Einige der Abgeordneten halten auch politische Ämter. Außerdem existiert keine Beschränkung der Amtszeiten.
Der Sitzungssaal der Assembly befindet sich gemeinsam mit dem Staatssenat im New Jersey State House in der Hauptstadt Trenton.

## Struktur der Kammer
Vorsitzender der Assembly ist der Speaker. Er wird zunächst von der Mehrheitsfraktion der Kammer gewählt, ehe die Bestätigung durch das gesamte Parlament folgt. Der Speaker ist auch für den Ablauf der Gesetzgebung verantwortlich und überwacht die Abstellungen in die verschiedenen Ausschüsse. Weitere wichtige Amtsinhaber sind der Mehrheitsführer (Majority leader) und der Oppositionsführer (Minority leader), die von den jeweiligen Fraktionen gewählt werden.

## Zusammensetzung
| Partei   | Partei                 | Abgeordnete |
| -------- | ---------------------- | ----------- |
|          | Demokratische Partei   | 47          |
|          | Republikanische Partei | 33          |
| Summe    | Summe                  | 80          |
| Mehrheit | Mehrheit               | 14          |

### Wichtige Mitglieder
| Position                            | Name             | Partei       |
| ----------------------------------- | ---------------- | ------------ |
| Speaker                             | Sheila Y. Oliver | Demokrat     |
| Speaker pro tempore                 | Jerry Green      | Demokrat     |
| Mehrheitsführer / Majority Leader   | Joseph Cryan     | Demokrat     |
| Oppositionsführer / Minority Leader | Alex DeCroce     | Republikaner |